# Шамаш-мудаммік
Шамаш-мудаммік (д/н — бл. 900 до н. е.) — цар Вавилону близько 920—900 до н. е. Ім'я перекладається як «Шамаш виявляє прихильність».

## Життєпис
Походив з династії «Е» (VIII Вавилонської династії). Про родинні зв'язки з попередніми царями нічого невідомо. Можливо був сином або небіжем царя Мар-біті-аххе-іддіна. Після смерті останнього близько 920 року до н. е. зайняв трон.
Насамперед відомий війнами з ассирійським царем Ададнерарі II. Вавилонське військо зазнало поразки у двох кампаніях. Вони відбулися між 908 і 902 роками до н. е. В першій Шамаш-мудаммік зазнав поразки у запеклій битві біля гори Хамрін. В другій кампанії ворожі війська прорвалися до Вавилону, де завдали поразки Шамаш-мудамміку біля Ямдану, а потім захопили саме місто. Однак через повагу до стародавнього релігійного та культурного центру Ададнерарі II не сплюндрував Ввавилон, залишивши на троні Шамаш-мудамміка, який визнав зверхність Ассирії. Втім Вавилонське царство поступилося на користь Ассирії областями Арапху, Лубду й Дер, в результаті чого ассирійський кордон перемістився до міст Дур-Курігаль-зу та Сіппар. Невдовзі після цього помер. Трон успадкував син Набу-шум-укін I.